# Famille von Born
La famille von Born est une famille de l'aristocratie de Finlande et de Suède.

## Personnalités
- Samuel Fredrik von Born (1782–1850),
- Axel Ludvig Born (1803–1887),
- Johan August von Born (1815–1878),
- Viktor Magnus von Born (1851–1917),
- Elsa von Born (1879–1956),
- Ernst von Born (1885–1956),
- Eric von Born (1897–1975).